# Сандбач
Сандбач (англ. Sandbach) — город в графстве Чешир Великобритании, главный город унитарной единицы Восточный Чешир.
Кроме самого Сандбач в общину входят поселения Elworth, Ettiley Heath, Wheelock.
Сандбач наиболее известен как место где производили грузовики компании «Foden» и «ERF» хотя ни одна из этих компаний на настоящий момент уже не работает.

## История
Город был известен ещё с времён англосаксов.
В VII веке жители города были обращены в христианство.
В 1579 году город получил статус торгового города. Отныне жители могли каждый четверг устраивать торговлю на городском рынке. Кроме того, город получил право ежегодного проведения двух двухдневных ярмарок.